# Guillaume de Tracy
Pour les articles homonymes, voir Tracy.
Guillaume de Tracy († 1174 ou avant), chevalier et seigneur anglo-normand, est connu pour être l'un des quatre assassins de Thomas Becket.

## Biographie

### Famille et parenté
Guillaume est probablement le fils de Turgis de Tracy, un normand lié au Maine ; et probablement le petit-fils du Turgis qui est sénéchal de Guillaume le Conquérant dans les années 1070. Guillaume de Tracy est marié probablement à une anglaise, et il a un fils prénommé Henri « le bossu ».
Le nom de Tracy pourrait se référer au hameau de Tracy dans le territoire de l'ancienne commune de Neuville, annexée à Vire (Calvados actuel) en 1953. Cependant il n'est fait mention de cette ancienne châtellenie qu'en 1679, c'est pourquoi il peut s'agir aussi de Tracy-Bocage situé à quelques kilomètres et mentionné dans les magni rotuli dès 1198 (Traceium), le hameau représentant vraisemblablement un transfert du nom d'origine de la paroisse.
Guillaume de Tracy est un seigneur anglais assez important, puisque peu après 1166, il doit un service militaire d'environ 25 chevaliers. Il possède au moins une partie de la seigneurie de Bradninch, Moreton Hampstead (à l'ouest d'Exeter), et le fief que possédait Guillaume Capra à la rédaction du Domesday Book (1086). Il a aussi des possessions en Normandie, notamment dans la seigneurie de Passais.

### Assassinat de Thomas Becket
À Noël 1170, Tracy est à la cour royale qui se tient à Bur-le-Roi, près de Bayeux, en Normandie. La conduite de Thomas Becket est évoquée, et Henri II se demande « Quels misérables parasites et traîtres ai-je nourris et promus dans ma maison [royale], pour qu'ils laissent leur seigneur être traités avec un si honteux dédain par un petit clerc ? ». Plus tard, la tradition orale abrége cette question en « qui donc va me débarrasser de ce turbulent prêtre ? ». Hugues de Morville, Reginald FitzUrse et deux autres chevaliers royaux, Tracy et Richard Brito, décident alors de faire le voyage jusqu'à Cantorbéry.
Tracy joue un rôle mineur dans l'assassinat de Becket, n'ayant ni le statut le plus élevé (comme Morville) ni un rôle effectif dans les chroniques (FitzUrse étant considéré comme l'interlocuteur principal de Beckett). Un long débat a lieu, FitzUrse reprochant à l'archevêque l'excommunication des évêques anglais et son refus de faire couronner Henri le Jeune Roi. Finalement, il ordonne à Becket de s'exiler à nouveau, et devant son refus, une mêlée s'ensuit. Becket est poursuivi à travers son palais, puis dans sa cathédrale. Une dernière tentative pour faire capituler l'archevêque ayant échoué, Becket est frappé sur le haut de la tête et meurt instantanément. Suivant les récits, le coup est attribué à Tracy ou FitzUrse. Ensuite, les chevaliers pillent le palais archiépiscopal et recherchent des lettres du pape pouvant prouver la trahison de Becket.
Les quatre meurtriers se réfugient la nuit suivante au château de Saltwood, puis à Londres, et enfin dans le château royal de Knaresborough (Yorkshire), alors sous la garde de Morville.